# Гуардиареджа
Гуардиарѐджа (на италиански: Guardiaregia, на местен диалект a Guàrdia, а Гуардия) е село и община в Централна Италия, провинция Кампобасо, регион Молизе. Разположено е на 730 m надморска височина. Населението на общината е 765 души (към 2010 г.).